# Али Бен Айед
Али́ Бен Айе́д (араб. علي بن عياد‎ , англ. Aly (Ali) Ben Ayed; 15 августа 1930, Тунис — 14 февраля 1972, Париж, Франция) — тунисский актёр театра и кино, театральный режиссёр.

## Биография
Актёр и режиссёр Али Бен Айед является одной из значимых фигур тунисского театра.
Али Бен Айед родился 15 августа 1930 года в Тунисе. Уже во время учёбы в школе и колледже у него были хорошие способности (к чему?). Заинтересовавшись театром, он уехал во Францию, где учился в Национальной Консерватории драматического искусства в Париже, окончив драматические курсы, основанные Рене Симоном. В 1955 году Али Бен Айед отправляется учиться в Центре передовых исследований драмы в Каире. В 1956 году он вернулся в Париж, дабы пройти курс постановки и оформления спектаклей в Национальном народном театре. В 1958 году он присоединился к группе муниципальных театров Туниса в качестве заместителя директора. В 1960 году он ездил на стажировку в США.
Али Бен Айед принимал активное участие в развитии национальных тунисских драматических театров, в которых сам ставил спектакли и часто играл главные роли. Театральный актёрский и режиссёрский репертуар Али Бен Айеда в период с 1958 по 1971 годы богат и разнообразен: он поставил со своей труппой около 35 пьес и сыграл роли в 14 из них. Он также ставил много международных пьес, которые были переведены на тунисский диалект: «Царь Эдип» Софокла (1958), «Гамлет» (1959), «Отелло» (1964) и «Мера за меру» (1964) Шекспира, «Калигула» Альбера Камю (1961), «Скупой» (1964) и «Школа жён» (1967) Мольера, «Мурад III», «Yerma», «Маршал», «Человек с ослом», «Дом Али-Бабы», и др. Постановки Али Бен Айеда были представлены на гастролях в Чехословакии, Австрии, Франции, Алжире, Марокко, Египте, Ливане.
Время работы Али Бен Айеда в качестве главы муниципального театра Туниса является важной вехой для развития национального драматического театра страны. Именно под его руководством муниципальный театр Туниса переживает свой расцвет. Али Бен Айед оставил после себя немалое наследие, его упорный труд и талант актёра и режиссёра оказали значительное влияние на его тунисских последователей и дали толчок для дальнейшего развития национальных театров страны.
Заинтересовавшись работой на радио, Али Бен Айед сделал несколько радиопередач и записей театральных спектаклей для радио.
С 1952 года Али Бен Айед снимался в кино. Международную известность артисту принесла роль султана Мекнеса Мулай Исмаил Эль-Рашида в кинофильме французского кинорежиссёра Бернара Бордери «Анжелика и султан» в 1968 году. Вместе с ним в роли жены снялась его настоящая супруга Вилма Линдамар.
Вот как актриса Мишель Мерсье, исполнительница роли Анжелики, вспоминает об Али Бен Айеде: 

В картине «Анжелика и султан» мир открыл знаменитого тунисского актёра Али Бен Айеда. Пришедший в кино из театра, он прекрасно знал своё ремесло. Человек большого благородства, он проявлял в своей игре черты собственного характера. Айед стал султаном, любимым всеми. Его талант не нуждался в подтверждениях. Здесь он был великой звездой… на глиняных ногах, поскольку здоровье артиста внушало его окружению большие опасения. У него была супруга, женщина чисто восточной красоты, заботившаяся о нём неустанно. И чтобы она не расставалась со своим любимым — болезнь, от которой часто страдала я сама, — я посоветовала взять её на роль молодой султанши, которую она с лёгкостью исполнила. Эта женщина служила Айеду крепкой опорой: её муж часто падал в обмороки, особенно в результате кавалерийских поездок. После нашего фильма он прожил недолго. Тунис потерял своего Жерара Филипа.— Мишель Мерсье. «Маркиза ангелов, или Разбитое сердце Анжелики». Шымкент, «Аурика», 1997.

## Ранняя смерть
9 февраля 1972 года Али Бен Айед приехал в Париж для постановки пьесы о палестинской революции. Внезапно артист почувствовал ухудшение самочувствия. 12 февраля у него внезапно произошло кровоизлияние в мозг, а спустя 2 дня он умер в возрасте 41 года. Его жена Вильма Линдамар репатриировала тело своего мужа на родину в Тунис, где его тело похоронили на кладбище Cimetière du Djellaz 17 февраля.

## Награды, память
Деятельность Али Бен Айеда была неоднократно отмечена высокопоставленными особами: например, в Марокко он был награждён королём Хассаном II за спектакль «Калигула»; в июне 1967 года экс-президент Туниса Хабиб Бургиба вручил Али Бен Айеду президентскую награду за выступление в спектакле «Школа жён» Мольера.
В настоящее время в Тунисе есть улица, названная в честь Али Бен Айеда и носящая его имя.
В 1983 году в Тунисе выпущена почтовая марка в честь Али Бен Айеда.

## Фильмография
- 1959 — / Tunisi top secret — принц Карим / Scedid
- 1968 — Анжелика и султан / Angélique et le sultan — султан Мекнеса Мулай Исмаил Эль-Рашид
- 1969 — Грязная игра / Play Dirty — Садок
- 1970 — Смерть беспокоит / La mort trouble — мужчина